# Сечевые стрельцы
Сечевы́е стрельцы́ (укр. Січові Стрільці) ― регулярные воинские части армии Украинской Народной Республики (1914—1919), сформированные в основном из украинцев — бывших офицеров и солдат Украинских сечевых стрельцов австро-венгерской армии.

## История

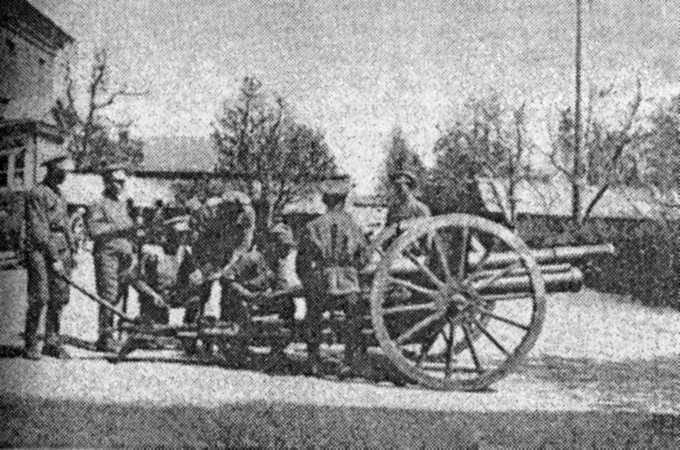
Сечевые стрельцы во время Украинской революции 1917—1921

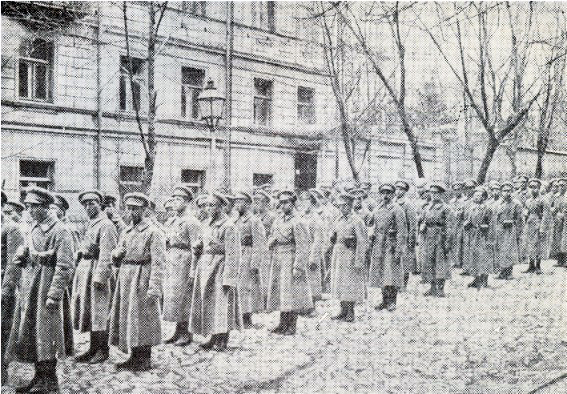
Первый отряд Сечевых стрельцов после захвата Киева в январе 1918 года

### Галицко-Буковинский курень (1-й Курень Сечевых стрельцов) (08.1914—04.1918)
Летом 1914 года во Львове был создан Галицко-Буковинский комитет, который в начале ноября 1917 года принял решение сформировать из пленных галичан воинскую часть для вооружённой защиты Украинской народной республики. 12 ноября было получено письменное согласие Генерального секретариата военных дел УНР на создание воинской части. 13 ноября было выпущено воззвание «Временной главной рады галицких, буковинских и закарпатских украинцев» с призывом вступать в ряды Сечевых стрельцов за подписью И. Лизанковского, Е. Коновальца, Р. Дашкевича, Ф. Черника, И. Чмолы, Г. Лысенко, М. Низкоклона.
Постепенно, пополняясь за счёт пленных украинцев, бежавших из разных лагерей военнопленных под Царицыном, в Средней Азии и Сибири, численность Галицко-Буковинского куреня достигла 500 чел. Командиром был избран сотник Г. Лысенко. Однако отсутствие достаточного количества кадровых старшин (офицеров), деморализующее влияние большевизированных частей, которые самовольно оставили фронт, занимались грабежами и мародёрством, не позволяло сформировать из добровольцев боеспособную часть. Положение коренным образом изменилось после прибытия в Киев группы бывших пленных старшин УСС из лагеря для военнопленных под Царицыном — А. Мельника, Р. Сушко, В. Кучабского, И. Андруха и отряда, сформированного О. Думиным и Е. Скалием из пленных галичан, которые работали в рудниках на Криворожье.
6 (19) января 1918 года на совещании старшин и сечевом вече было объявлено о полной поддержке Украинской Центральной рады и решено принять за основу при формировании куреня организационную структуру Легиона украинских сечевых стрельцов. Новым командиром куреня сечевых стрельцов стал Евгений Коновалец, начальником штаба — Андрей Мельник. В составе куреня имелись две пехотные сотни (командиры — сотники Р. Сушко и И. Чмола), запасная сотня (В. Кучабский), пулемётная сотня (Ф. Черник) и артиллерийская батарея (Р. Дашкевич). Курень насчитывал ок. 600 бойцов.
Подразделения сечевиков совместно с Гайдамацким кошем Слободской Украины под командованием С. Петлюры участвовали в подавлении Январского большевистского восстания в Киеве (за это Е. Коновалец был позднее приговорён советской властью к смертной казни), защищали подступы к столице и Левобережную Украину от наступающих советских войск под командованием Муравьёва, а позднее под их натиском были вынуждены отступить на Волынь.

### Украинская держава гетмана Скоропадского
После того, как в марте 1918 года на Украину были введены немецкие оккупационные войска, сечевым стрельцам была поручена охрана правительственных зданий и поддержание порядка в столице. 10 марта курень, увеличивший численность до 6 тыс. за счёт добровольцев, был развёрнут в полк сечевых стрельцов (три пехотных куреня, две пулемётные сотни, сотня конной разведки и артдивизион). Полком продолжил командовать полковник Е. Коновалец.

После государственного переворота гетмана Скоропадского сечевики были разоружены немецкими войсками, которые поддержали гетмана. 
Солдаты из распущенных подразделений частично вошли в состав Запорожского корпуса армии УНР, где из них был сформирован курень под командованием Р. Сушко в составе 2-го Запорожского полка под командованием Петра Болбочана.
В августе 1918 года Скоропадский разрешил Коновальцу сформировать Отдельный отряд Сечевых стрельцов в районе Белой Церкви. На ноябрь 1918 года новое формирование насчитывало до 1200 человек. В его состав входили пехотный курень (ком. Р. Сушко), артиллерийская батарея, пулемётная сотня, сотня конной разведки и др.

### В составе армии УНР

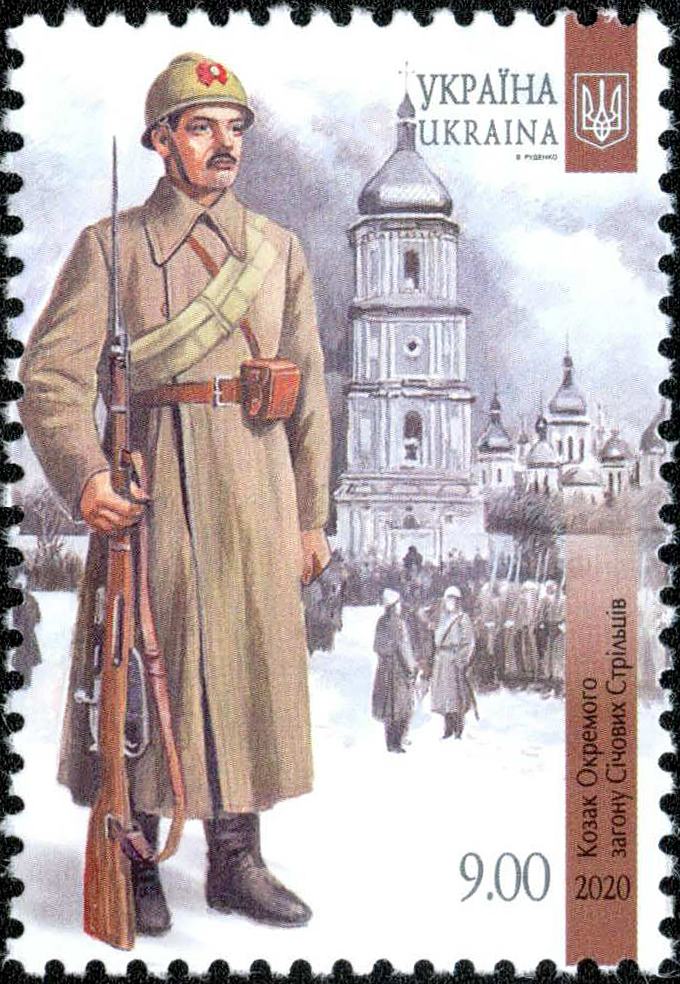
Украинская почтовая марка 2020 года, серия «Вооруженные формации Украинской революции 1917—1921 годов»: «Казак Отдельного отряда Сечевых стрельцов»

В ходе антигетманского восстания подразделения сечевиков сыграли решающую роль в разгроме гетманских войск в бою под Мотовиловкой. В ходе боёв за Киев в ноябре-декабре Отдельный полк сечевых стрельцов был развёрнут в дивизию, а 3 декабря — в Осадный корпус сечевых стрельцов (насчитывал в своих рядах ок. 20 тыс. человек). В состав корпуса вошли Черноморская и две Днепровские дивизии. В феврале 1919 года Осадный корпус сечевых стрельцов был расформирован вследствие больших боевых потерь и дезертирства.
Боеспособность сохранила лишь дивизия сечевых стрельцов (7 тыс. бойцов). В течение января-февраля 1919 года ударная группа сечевых стрельцов под командованием Р. Сушко вела бои с советскими войсками на Левобережной Украине в районе Полтавы, Гадяча и Киева. Часть сечевых стрельцов во главе с сотником О. Думиным была направлена в район Триполья для борьбы с повстанцами атамана Зелёного, другая под командованием сотника И. Рогульского прикрывала подступы к столице с севера. Понеся тяжёлые потери в боях с частями Красной армии, большинство подразделений сечевых стрельцов в конце февраля 1919 года были отведены на переформирование в район Проскурова и Староконстантинова. По приказу командования армии УНР здесь был сформирован корпус сечевых стрельцов под командованием Е. Коновальца. В составе корпуса имелось 6 пехотных полков, артиллерийская бригада, кавдивизион, автоброневой дивизион и др. На вооружении корпуса находились четыре бронепоезда — «Сечевой», «Стрелок», «Запорожец», «Месть». Корпус насчитывал: пехоты — 500 старшин и ок. 7000 бойцов (март 1919); 319 старшин, 8067 бойцов (июнь 1919), конницы − 15 старшин и 297 бойцов (март 1919); 15 старшин, 242 бойца (июнь 1919). В марте-апреле корпус понёс тяжёлые потери в боях с советскими войсками за Бердичев и Шепетовку. В связи с этим корпус был переформирован в группу сечевых стрельцов, а в середине июля сечевики были переформированы в две дивизии.
В ходе наступления армии УНР и УГА на Киев сечевики совместно с II корпусом Галицкой армии в составе армейской группы под командованием полк. А. Вольфа наступали в направлении Шепетовка — Новоград-Волынский — Коростень. После того, как 24 сентября Директория УНР объявила войну Добровольческой армии генерала Деникина, группа сечевых стрельцов в октябре-ноябре вела оборонительные бои в районе Жмеринки — Проскурова. В начале декабря части армии УНР, в том числе сечевики, были окружены советскими, польскими и деникинскими войсками в районе Острополь — Любара — Чарторыя. 6 декабря 1919 года на собрании командиров частей группы сечевых стрельцов было принято решение о самороспуске. Часть бойцов присоединилась к подразделениям армии УНР под командованием М. Емельяновича-Павленко. В дальнейшем часть сечевиков была интернирована польской армией, в то время как некоторые продолжили воевать в составе партизанских отрядов на Украине.